# Бабін (Нижньосілезьке воєводство)
Бабін (пол. Babin) — село в Польщі, у гміні Кротошиці Леґницького повіту Нижньосілезького воєводства.
Населення — 387 осіб (2011).
У 1975-1998 роках село належало до Легницького воєводства.

## Демографія
Демографічна структура станом на 31 березня 2011 року:
|          | Загалом | Допрацездатний вік | Працездатний вік | Постпрацездатний вік |
| -------- | ------- | ------------------ | ---------------- | -------------------- |
| Чоловіки | 203     | 41                 | 144              | 18                   |
| Жінки    | 184     | 33                 | 117              | 34                   |
| Разом    | 387     | 74                 | 261              | 52                   |